# Wendell Anderson
Wendell Richard "Wendy" Anderson, född 1 februari 1933 i Saint Paul, Minnesota, död 17 juli 2016 i Saint Paul, Minnesota, var en amerikansk politiker (demokrat). Han var Minnesotas guvernör 1971–1976 och representerade Minnesota i USA:s senat 1976–1978. 

## Biografi
Anderson var av svensk härkomst. Som spelare i USA:s herrlandslag i ishockey var Anderson med om att vinna OS-silver i Cortina d'Ampezzo 1956. Han tjänstgjorde i USA:s armé 1956–1957. 
Anderson avlade 1960 juristexamen vid University of Minnesota Law School. Han var ledamot av Minnesotas representanthus 1959–1963 och ledamot av Minnesotas senat 1963–1971. Han gifte sig 1963 med Mary Christine McKee. Paret fick tre barn: Amy, Elizabeth och Brett.
Anderson utnämndes till Årets svenskamerikan 1975.
Anderson avgick 1976 från guvernörsämbetet för att kunna bli utnämnd till senaten efter att Walter Mondale, som hade blivit vald till USA:s vicepresident, hade avgått. Viceguvernören Rudy Perpich tillträdde som guvernör och utnämnde Anderson till senaten. Båda förlorade sina återvalskampanjer två år senare. Anderson besegrades i 1978 års kongressval av republikanen Rudy Boschwitz och avgick som senator redan i december 1978.